# Isopterygium submicrothecium
Isopterygium submicrothecium là một loài Rêu trong họ Hypnaceae. Loài này được Broth. & Paris mô tả khoa học đầu tiên năm 1906.